# Sóng ở đáy sông (phim truyền hình)
Sóng ở đáy sông là một bộ phim truyền hình được thực hiện bởi Hãng phim truyện Việt Nam cùng Đài Phát thanh – Truyền hình Hà Nội, do Lê Đức Tiến làm đạo diễn. Phim được chuyển thể từ tiểu thuyết cùng tên của nhà văn Lê Lựu. Phim phát sóng lần đầu vào năm 2000 trên kênh của Đài Truyền hình Hà Nội.

## Nội dung
Lấy bối cảnh Hải Phòng thập niên 1960, Sóng ở đáy sông xoay quanh cuộc đời Núi (Xuân Bắc) – con của người vợ lẽ sống trong một gia đình tư sản thời cũ. Từ nhỏ, Núi cùng hai em Sông (Mạnh Quân) và Biển (Phạm Minh Nguyệt) đã không được bố là Ông Đại (Duy Hậu) chấp nhận làm con và luôn tìm cách để tống khứ ra khỏi nhà. Khi chiến tranh nổ ra, lợi dụng việc di tản của thành phố, Núi và hai em bị gửi về quê ngoại. Tại đây, cậu có mối tình đầu với một người cô họ hàng xa tên Hiền (Thu Hường) và khiến cô có thai. Sau khi gia đình phát hiện sự việc, Hiền đã bỏ đi nơi khác.
Tai họa ập đến khi mẹ Núi mất, bố bỏ rơi ba anh em. Hết kế sinh nhai, Núi lớn lên trở thành kẻ cắp và phải đi tù nhiều lần, sống trong kiếp giang hồ. Sau đó, Núi gặp Mây (Kim Oanh) và làm cô có thai, nhưng cô bỏ theo tình cũ sang Trung Quốc buôn lậu. Núi gặp lại Hồng (Nguyễn Như Hiền), người bạn của Hiền sau 15 năm. Khi cả hai định nên duyên vợ chồng thì Mây mang con về. Mây đánh ghen và khiến Hồng phải bỏ đi. Được ít bữa Mây lại bỏ con đi mất. Núi lặn lội ôm con đi tìm Mây nhưng Mây nhất quyết không về. Để kiếm tiền nuôi con, Núi đành đi ăn xin, ăn cắp một thời gian rồi gửi con ở quê để lên Hà Nội buôn bán. Nhưng vì một lần ăn cắp do thiếu vốn làm ăn mà cậu bị bắt lại vào tù. Trong thời gian ở tù, Hồng có đến thăm và cho Núi biết tin tức mẹ con Hiền, nhờ đó mà Núi đã liên lạc được với họ. Sau cùng, khi gặp lại Hiền cùng con thì Núi được cảm hóa và trở lại với con đường thiện lương.

## Diễn viên

### Diễn viên chính
- Xuân Bắc trong vai Núi
- Mạnh Quân trong vai Sông
- Phạm Minh Nguyệt trong vai Biển
- Duy Hậu trong vai Ông Đại
- Thu Hường trong vai Hiền
- Kim Oanh trong vai Mây

### Diễn viên phụ
- Quang Thiện trong vai Chồng Biển
- Mai Hòa trong vai Bà Hiển
- Anh Huy trong vai An
- Quốc Khánh trong vai Hoàng Mai
- Trần Tường trong vai Giám thị trại giam
- Ngọc Tản trong vai Nhân viên tổ nước sôi
- Nguyễn Thanh Hiền trong vai Hồng
- Phạm Hồng Minh trong vai Nam
- Đặng Thị Phương Mai trong vai Hạnh Vân
- Bá Anh trong vai Ý
- Trần Trung trong vai Núi lúc nhỏ
- Lê Gia Khánh trong vai Ý lúc nhỏ
- Quang Huy trong vai Sông lúc nhỏ
- Xuân Anh trong vai Biển lúc nhỏ
- Vũ Mai Hương trong vai Miên
- Quốc Trị trong vai Đông đại bàng
- Quang Thắng trong vai Vâu

Cùng một số diễn viên khác...

## Danh sách tập phim
- Tập 1: Những đứa con loại hai
- Tập 2: Quê ngoại
- Tập 3: Kẻ phạm tội
- Tập 4: Sự may mắn muộn màng
- Tập 5: Cùng trong một kiếp giang hồ
- Tập 6: Tình yêu bị cướp
- Tập 7: Của nợ
- Tập 8: Phong trần lại gặp
- Tập 9: Ân nhân
- Tập 10: Ông chủ

## Ca khúc trong phim
- Ta là ai

Phổ thơ: Hoàng Lương
Thơ gốc: Mạnh Đông
Thể hiện: Thúy Lan
- Hải Phòng thành phố tuổi thơ tôi[5]

Phổ thơ: Hoàng Lương
Thơ gốc: Mạnh Đông
Thể hiện: Huy Hùng, Thúy Lan

## Sản xuất
Đạo diễn của bộ phim là Lê Đức Tiến. Kịch bản phim được chuyển thể từ tiểu thuyết cùng tên của Lê Lựu và dựa trên câu chuyện của một tử tù có thật người Hải Phòng mà nhà văn từng gặp mặt ở trại tù Phi Liệt cuối năm 1992. Trước đó, tiểu thuyết đã được đăng lại dài kỳ trên tờ Báo Hải Phòng, khiến nhiều người háo hức đón xem bản phim.
Bộ phim là tác phẩm đầu tiên khởi đầu sự nghiệp diễn xuất của Kim Oanh, khi cô đang là sinh viên năm hai Trường Đại học Sân khấu ― Điện ảnh Hà Nội. Để nhận đóng vai chính trong phim, Xuân Bắc từng được nữ diễn viên Phương Thanh âm thầm trợ giúp khi biết anh là người cùng quê. Song Xuân Bắc cho biết vai chính chỉ được đạo diễn giao cho anh sau khi nam chính ban đầu bỏ quay sau 9 ngày vào đoàn. Quá trình sản xuất bộ phim diễn ra trong hai năm 1998―1999 và phim phát sóng lần đầu vào năm 2000 trên kênh thuộc Đài Truyền hình Hà Nội.

## Đón nhận

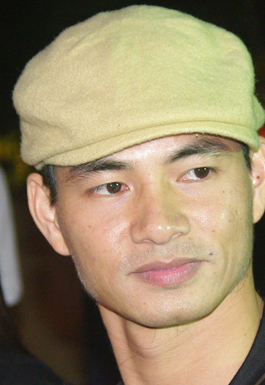
Nhân vật Núi mà Xuân Bắc đóng trong phim được coi là vai diễn để đời của anh. Đến nay, nhiều người vẫn gọi anh thân mật là "anh Núi" theo tên nhân vật.

Tại thời điểm phát sóng, bộ phim đã thu hút sự quan tâm từ đông đảo khán giả và làm nên tên tuổi của nhiều diễn viên tham gia, cũng như giúp tác phẩm gốc được nhiều người tìm đọc. Thậm chí, trong thời gian phim đang phát sóng, một vài người tự xưng là nguyên mẫu trong tiểu thuyết gốc đã đến tận nhà của Lê Lựu để đòi chia tiền nhuận bút. Điểm thu hút của tác phẩm được nhận định nằm ở cách "khắc họa sâu sắc nhiều vấn đề của xã hội" và "thể hiện cuộc đời một con người với biết bao thăng trầm". Phim không chỉ "lấy đi rất nhiều giọt nước mắt của khán giả" mà cho đến nhiều năm sau này, Sóng ở đáy sông vẫn lan truyền trên mạng xã hội và xuất hiện trong danh sách những bộ phim mà giới trẻ xem.
Diễn xuất của Xuân Bắc trong phim là một thành công lớn và được công nhận là vai diễn để đời của anh; nhiều năm sau khi tác phẩm lên sóng, nhiều người vẫn gọi thân mật Xuân Bắc là "anh Núi" theo tên nhân vật trong phim. Diễn viên Kim Oanh sau sự đón nhận tích cực của bộ phim đã bị "chết vai" khi phải nhận những vai phản diện và xảo quyệt trong các tác phẩm sau này. Đây cũng là một trong những vai diễn thành công nhất của cô. Diễn viên Duy Hậu vì khắc họa nhân vật quá đạt mà từng bị một bà già đánh lúc gặp trên đường. Lần khác, ông bị một cụ già vụt đòn gánh ngang lưng và mắng "sống không để đức cho con". Nhiều người thân của ông nói rằng nhân vật ông vào vai đáng ghét đến mức "hễ bật tivi lên mà thấy mặt [...] chỉ muốn lấy guốc mà đập tan cái tivi".
Báo Lao Động đã liệt kê Sóng ở đáy sông vào trong số những bộ phim truyền hình Việt từng gây sốt một thời. Báo VietNamNet thì ghi nhận diễn xuất tròn vai của dàn diễn viên đã tạo nên sức hấp dẫn cho phim. Tạp chí Văn nghệ Quân đội đồng quan điểm, nhận xét "kịch bản phim chặt chẽ, chân thực, xúc động, giàu tính nhân văn" cùng "khả năng nhập vai "rất ngọt"" của các diễn viên chính đã giúp bộ phim trở thành một hiện tượng của truyền hình Việt Nam những năm 2000.
Vào 2015, tác phẩm đã được phát lại trên kênh Phim Việt – VTVcab 2 và sau đó là BTV2 trong năm 2020.